# Final del juego (relato)
«Final del juego» es un cuento incluido en la tercera parte del libro homónimo del escritor argentino Julio Cortázar, publicado por Editorial Los Presentes en 1956. Posteriormente apareció en «Ceremonias» (Seix Barral, 2000), un libro que reúne «Final del juego» y «Las armas secretas».

## Trama
El cuento es narrado por una niña que vive en una casa con su madre, su tía y sus hermanas, Holanda y Leticia. Leticia tiene un problema en su espalda (parálisis, al parecer) por el cual no se puede mover mucho. A la hora de la siesta, las niñas salen por la puerta que da a las vías del Ferrocarril Central Argentino. 
Juegan un Juego, inventado por ellas, en el cual se sortea quién de ellas tiene que interpretar una estatua o actitud. La gente que viaja en el tren las observa mientras juegan y ellas piensan que esto hace más divertido el juego.
Un día, un papelito cae del tren: Me gustan mucho sus estatuas, firmado por Ariel B.. A partir de ese momento siguen cayendo papelitos y uno de ellos dice: La más linda es la más haragana (Ariel no se da cuenta del problema de Leticia, piensa que está descansando a la sombra de un árbol ya que siempre está acostada).
Finalmente cae un papelito diciendo que las va a ir a visitar. La noche anterior a la visita, Leticia escribe una carta dirigida a Ariel que entrega a Holanda, a quien anuncia que no va a ir a jugar al día siguiente y que si Ariel pregunta por ella, que le entregue la carta.
Al día siguiente, juegan por última vez y Leticia pide a sus hermanas que la dejen a ella hacer  la estatua. El tren pasa y Ariel se sienta del otro lado para no ver más a Leticia. Nunca más vieron a Ariel.

## Análisis de la obra
De toda su prolífica obra, sólo seis cuentos de Cortázar fueron escritos con un narrador que no era personaje principal. «Final del juego» es, entre estos seis, el único que está relatado por un personaje secundario pero del mundo inmediato del protagonista (una niña de la cual nunca se sabe el nombre).